# Wallowing

Le wallowing (terme anglais désignant l’action de se vautrer) chez les animaux est un comportement animal de confort (en) au cours duquel il roule son corps dans la boue, l'eau ou la neige. Certaines définitions incluent le fait de se rouler dans la poussière cependant, en éthologie, cette action est généralement appelée « bain de poussière ». Se vautrer est souvent combiné avec d'autres comportements qui remplissent le même but ; par exemple, les éléphants souffleront souvent de la poussière sur eux-mêmes après s'être vautrés pour créer une « carapace » plus épaisse, ou les porcs laisseront sécher la boue avant de se frotter sur un arbre ou un rocher pour éliminer les ectoparasites coincés dans la boue.

## Fonctions

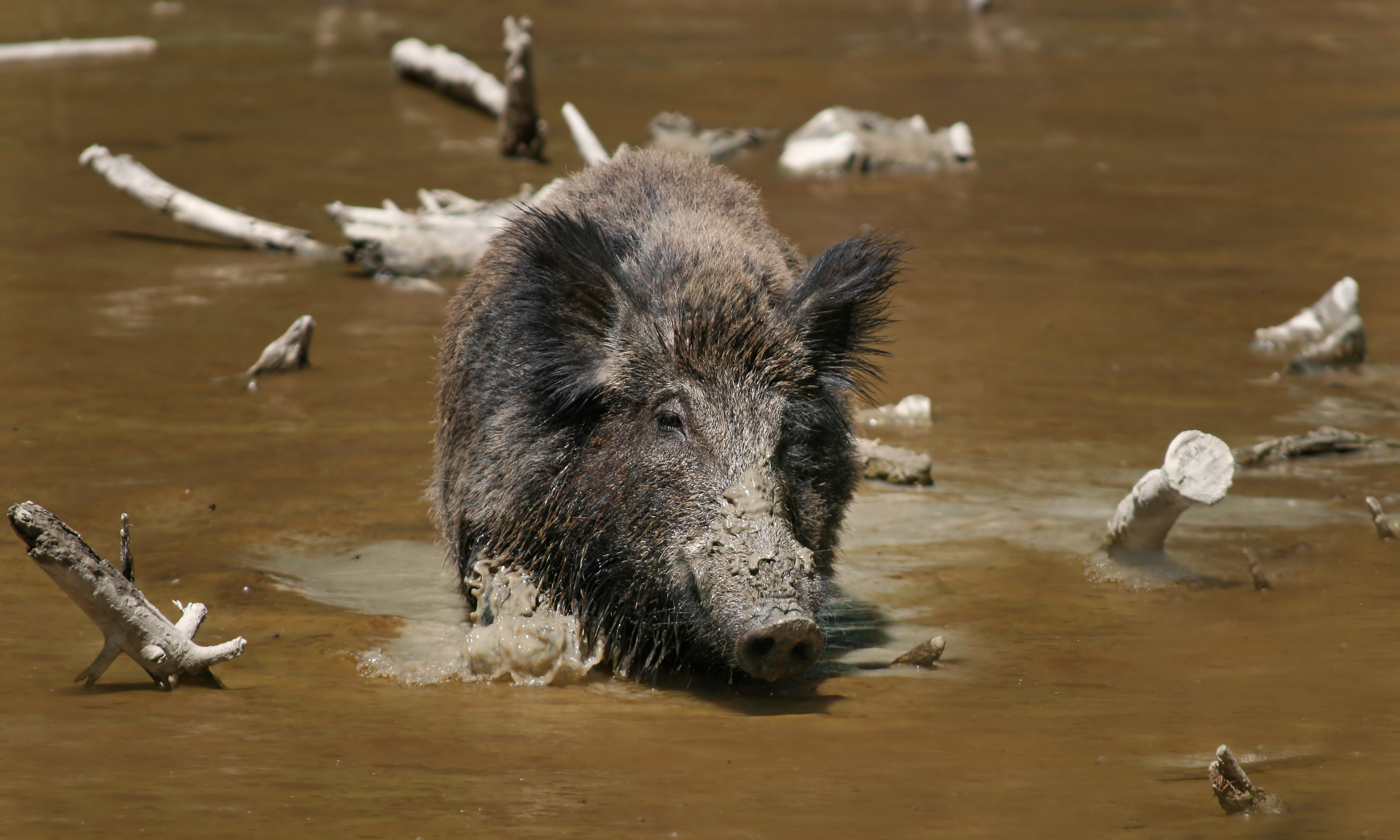
Sanglier se baignant

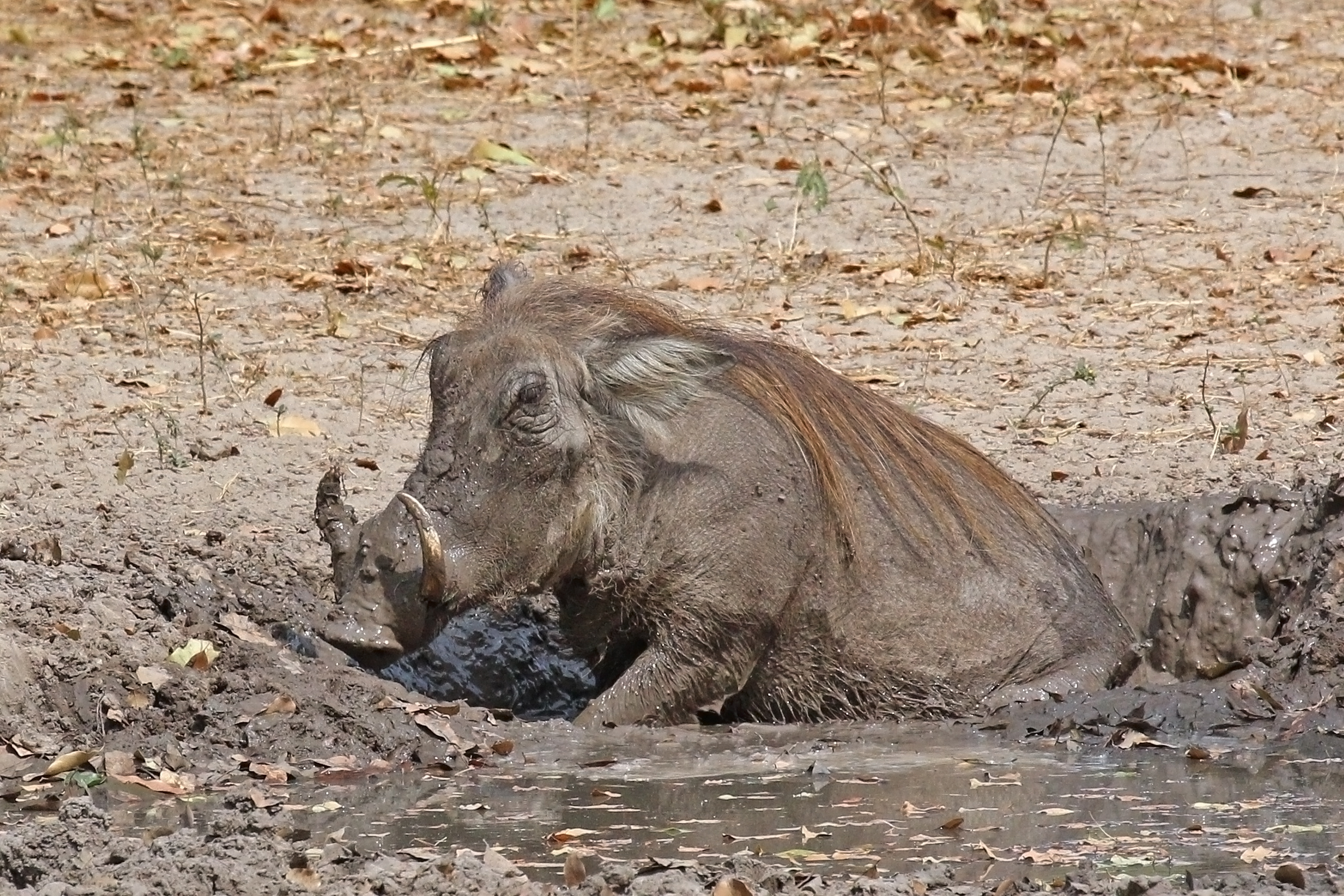
Phacochère Nolan (Phacochoerus africanus africanus), Sénégal

De nombreuses fonctions du wallowing ont été proposées bien que toutes n'ont pas été testées par la recherche scientifique de manière rigoureuse. Les fonctions proposées comprennent :
- thermorégulation − porcs domestiques (Sus scrofa)[3], grand rhinocéros indien (Rhinoceros unicornis)[4], phacochères (Phacochoerus aethiopicus)[5], éléphants (famille des Elephantidae)[6] ;
- écran solaire − porcs[7], phacochères, éléphants ;
- Comportement social de conflit mâle-mâle − wapiti (Cervus elaphus), bison d'Europe (Bison bonasus)[8],[9], cerf[10] ;
- Élimination des ectoparasites − rhinocéros blanc (Ceratotherium simum)[11], bison d'Amérique (Bison bison)[12], phacochère[13] ;
- Cohésion sociale − bison d'Amérique[14] ;
- Soulagement de la mue − bison d'Europe[15], éléphants de mer (genre Mirounga) ;
- Soulagement des insectes piqueurs − Tamarau (Bubalus mindorensis)[16], bison d'Amérique[17], tapirs (Tapirus bairdii)[18], phacochère, éléphants ;
- Jeux de jeunes animaux − Bison d'Amérique[19] ;
- Entretien de la peau (prévention de la déshydratation) − hippopotame (Hippopotamus amphibius)[20] ;
- Camouflage − phacochère ;
- Marquage olfactif − certains animaux urinent dedans avant d'y entrer et de s'y rouler, probablement comme une forme de comportement de marquage olfactif[21],[22] ;
- Sélection du microbiome cutané − chevaux[23].

## Porcs domestiques

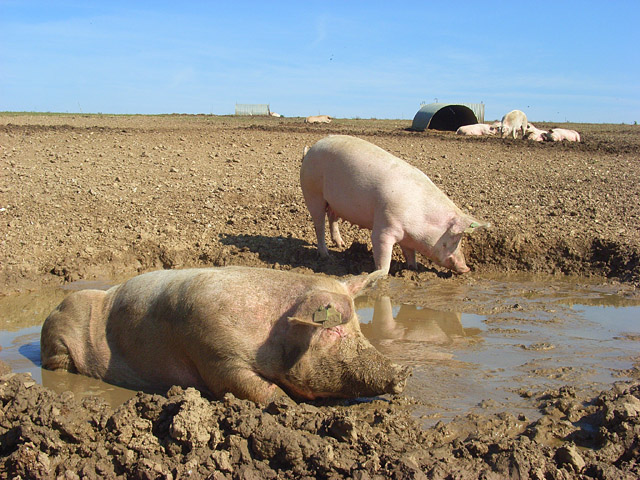
Porcs domestiques se vautrant.

Les porcs n'ont pas de glandes sudoripares fonctionnelles et sont presque incapables de haleter. Pour se thermoréguler, ils comptent sur le vautrement dans l'eau ou la boue pour refroidir le corps. Les porcs adultes dans des conditions naturelles ou en liberté peuvent souvent être vus en train de se vautrer lorsque la température de l'air dépasse 20 °C. La boue est le substrat préféré ; après s'être vautré, la boue humide fournit une couche de refroidissement et probablement de protection sur le corps. Lorsque les porcs entrent dans une vallée, ils se plantent et s'enracinent normalement dans la boue avant d'entrer d'abord avec l'avant-corps. Ils agitent ensuite le corps d'avant en arrière et se frottent la tête dans la boue pour que toute la surface du corps soit couverte. Avant de quitter la souille, ils secouent souvent la tête et le corps, finissant souvent par se frotter contre un arbre ou une pierre à côté de la souille. Lorsqu'ils sont à l'intérieur et chauds, les porcs domestiques tentent souvent de se vautrer sur les sols humides et dans les zones de fumier.
Bien que la régulation de la température semble être la principale motivation de se vautrer chez les porcs, ils continueront de se vautrer par temps plus froid. Alors que beaucoup ont suggéré que les porcs se vautrent dans la boue en raison d'un manque de glandes sudoripares, les porcs et autres animaux se vautrant peuvent ne pas avoir évolué vers des glandes sudoripares fonctionnelles parce que se vautrer faisait partie de leur répertoire comportemental.
Les porcs sont génétiquement liés à des animaux tels que l'hippopotame et les baleines. On a fait valoir que le comportement de se vautrer et le désir d'être dans des eaux peu profondes et troubles auraient pu être une étape vers l'évolution des baleines et autres mammifères marins sur des mammifères terrestres.

## Rhinocéros de Sumatra

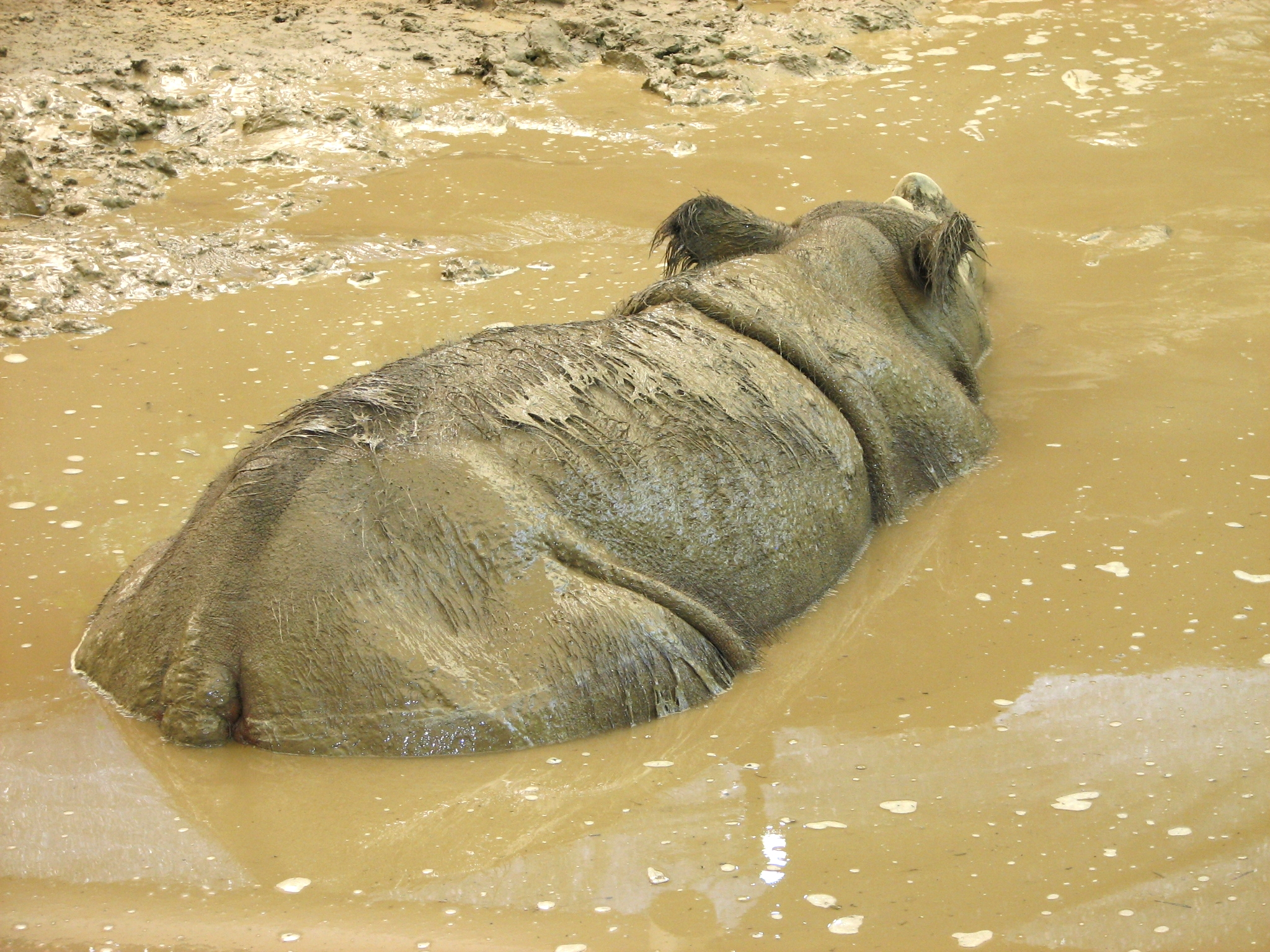
Rhinocéros de Sumatra en train de se vautrer

Le rhinocéros de Sumatra (Dicerorhinus Sumatrensis) passe une grande partie de sa journée à se vautrer. Lorsque les trous de boue ne sont pas disponibles, le rhinocéros approfondit les flaques d'eau avec ses pattes et ses cornes. Une étude de 20 mois sur le comportement de wallowing a révélé qu'ils ne visiteraient pas plus de trois se vautrer à un moment donné. Après deux à 12 semaines d'utilisation d'une certaine bauge, le rhinocéros l'abandonnera. En règle générale, le rhinocéros se vautre vers midi pendant deux à trois heures à la fois avant de chercher de la nourriture. Bien que dans les zoos, le rhinocéros de Sumatra ait été observé en train de se vautrer moins de 45 minutes par jour, l'étude des animaux sauvages a révélé 80 à 300 minutes par jour passées à se vautrer. Les individus captifs privés de se vautrer adéquatement ont rapidement développé des peaux cassées et enflammées, des suppurations, des problèmes oculaires, des ongles enflammés, une perte de poils et sont finalement morts.

## Cerf

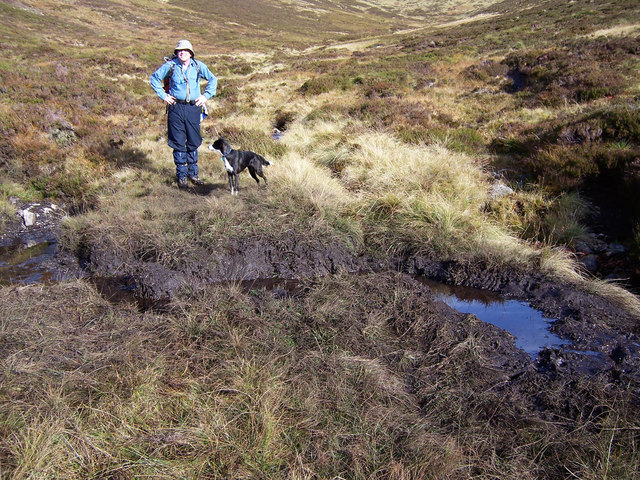
Site de walloning du cerf

De nombreux cerfs se vautrent, créant des sites de wallowing dans des dépressions humides dans le sol, formant finalement des sites assez grands (2 à 3 m de diamètre et jusqu'à 1 m de profondeur). Cependant, il a été affirmé que seules certaines espèces de cerfs se vautrent ; le cerf élaphe (Cervus elaphus) aime particulièrement se vautrer, mais le daim (Dama dama), par exemple, ne se vautre pas. Même au sein des espèces de cerfs élaphe, il existe des variations entre les sous-espèces et les races dans le comportement de se vautrer. Par exemple, bien que les wapiti se vautrent, eux et les hybrides sont moins enclins à se vautrer que le cerf élaphe européen.

## Voir également
- Toilettage
- Pierre à lécher
- Bain de boue